# 石見銀山資料館
石見銀山資料館（いわみぎんざんしりょうかん：別名　いも代官ミュージアム）は島根県大田市にある博物館。

## 概要
ユネスコ世界文化遺産「石見銀山遺跡とその文化的景観」の構成遺産である大森代官所跡（国の史跡）に立地し、石見銀山に関する歴史資料、鉱山資料・標本等を収集、収蔵、公開する施設である。
開館は昭和51年（1976年）8月で、平成19年（2007年）3月にリニューアルされた。
大森代官所があった当時の建物は門番詰所や仮牢などに使用されていた門長屋（1815年再建）が現存し、公開されている。なお資料館本館は明治35年（1902年）竣工の旧邇摩郡役所庁舎である。

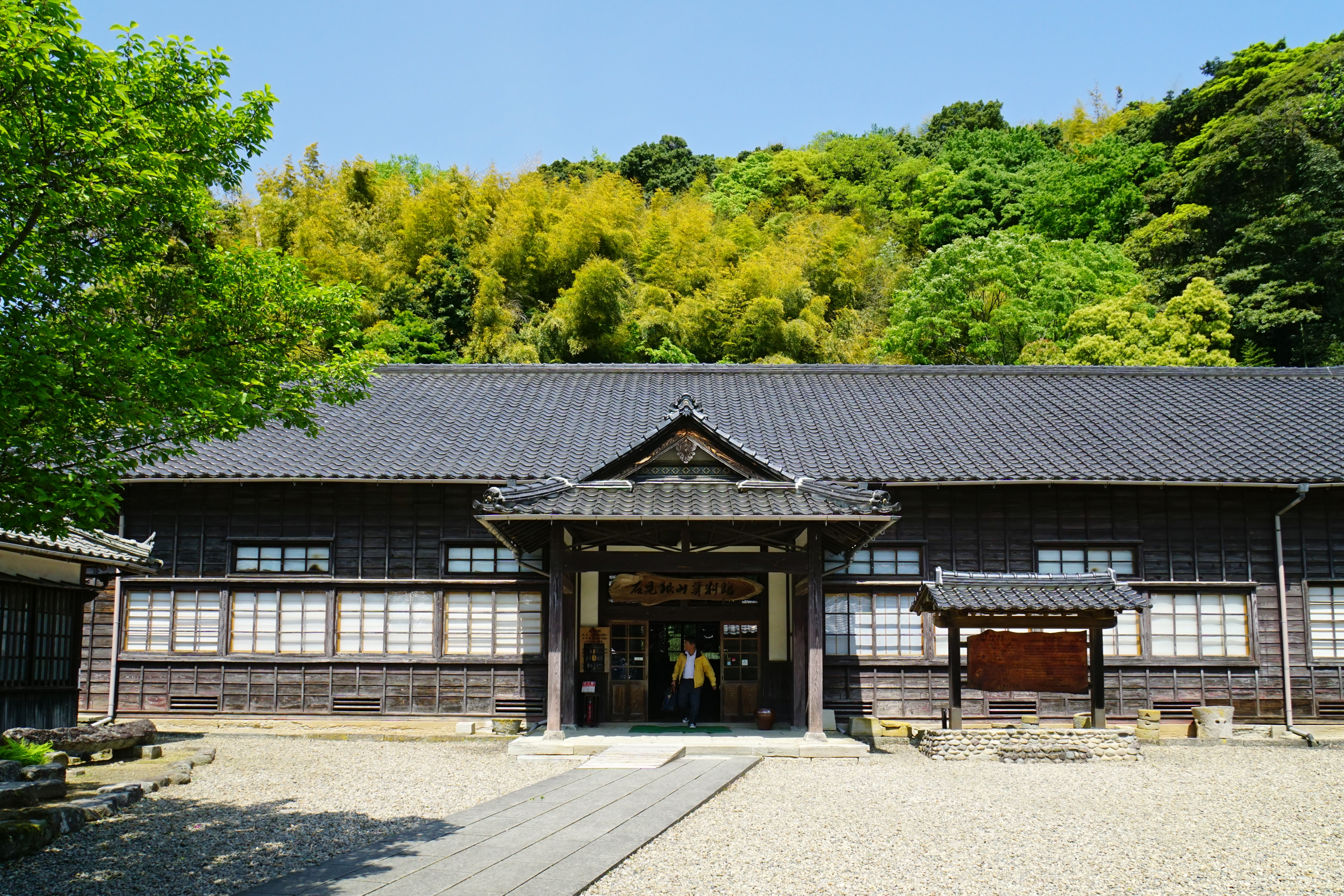
本館（旧邇摩郡役所、1902年築）
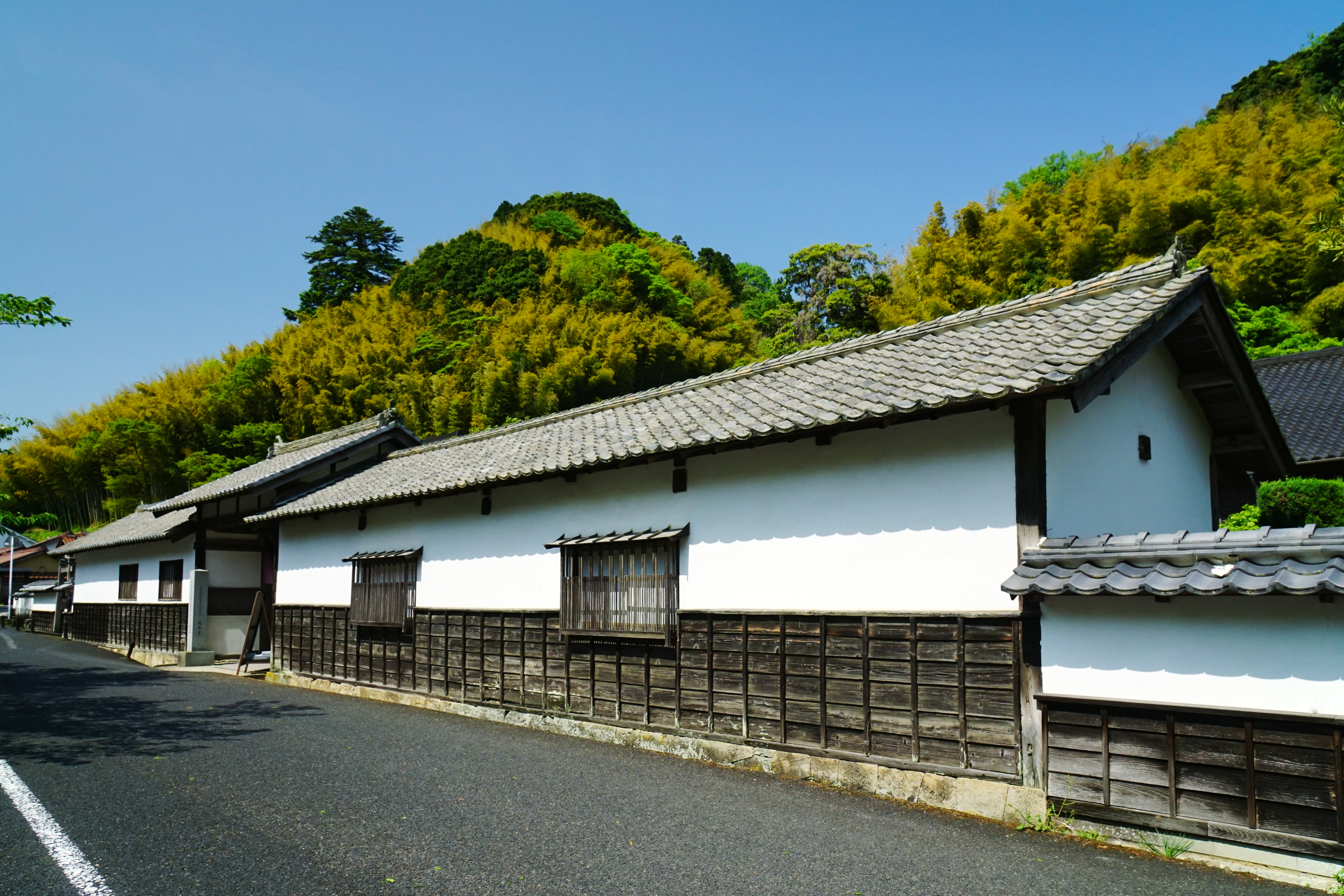
門長屋（1815年築）
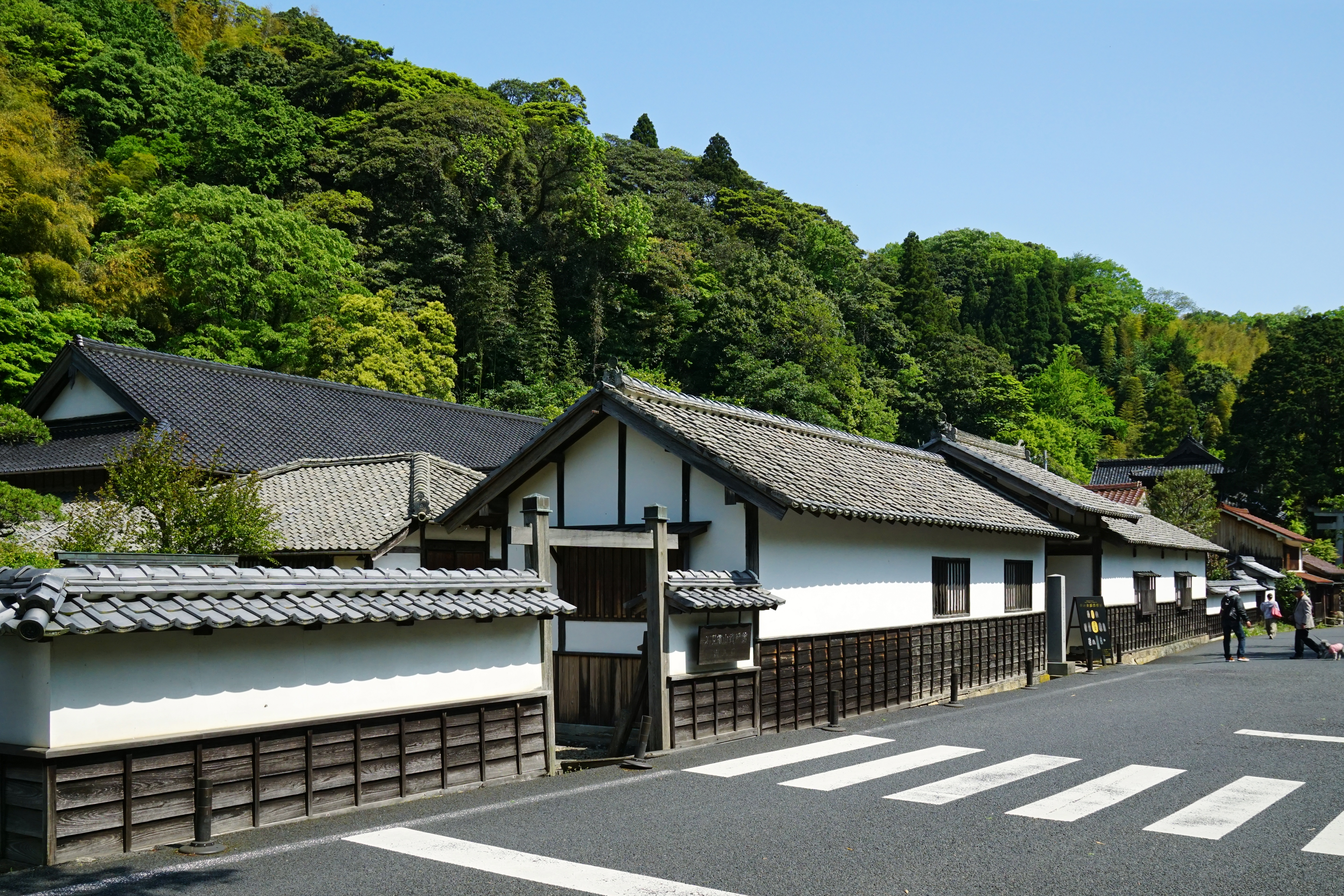
全景

## 利用情報
- 開館時間 - 9:00～17:00(入館は閉館の30分前まで）
- 休館日 - 年末年始（12月29日～1月4日）、特別展の前後

## 交通
- 出雲空港から出雲市駅までリムジンバスで約30分、出雲市駅からJR山陰本線大田市駅まで普通列車で約40分。大田市駅より石見交通バス川本線または大森・大家線に乗車して大森代官所跡バス停下車。
- 山陰本線仁万駅より石見交通バス仁万線に乗車して大森代官所跡下車。
- 広島駅新幹線口バス停より高速バス『石見銀山号』で大森代官所跡バス停下車。
- 山陰自動車道出雲ICまたは江津ICより国道9号を利用。大田市市街地より県道46号を南西に進む。

## 周辺
- 城上神社（隣接）
- 大森重要伝統的建造物群保存地区
  - 熊谷家住宅（国の重要文化財）
- 勝源寺